# Luca Carboni

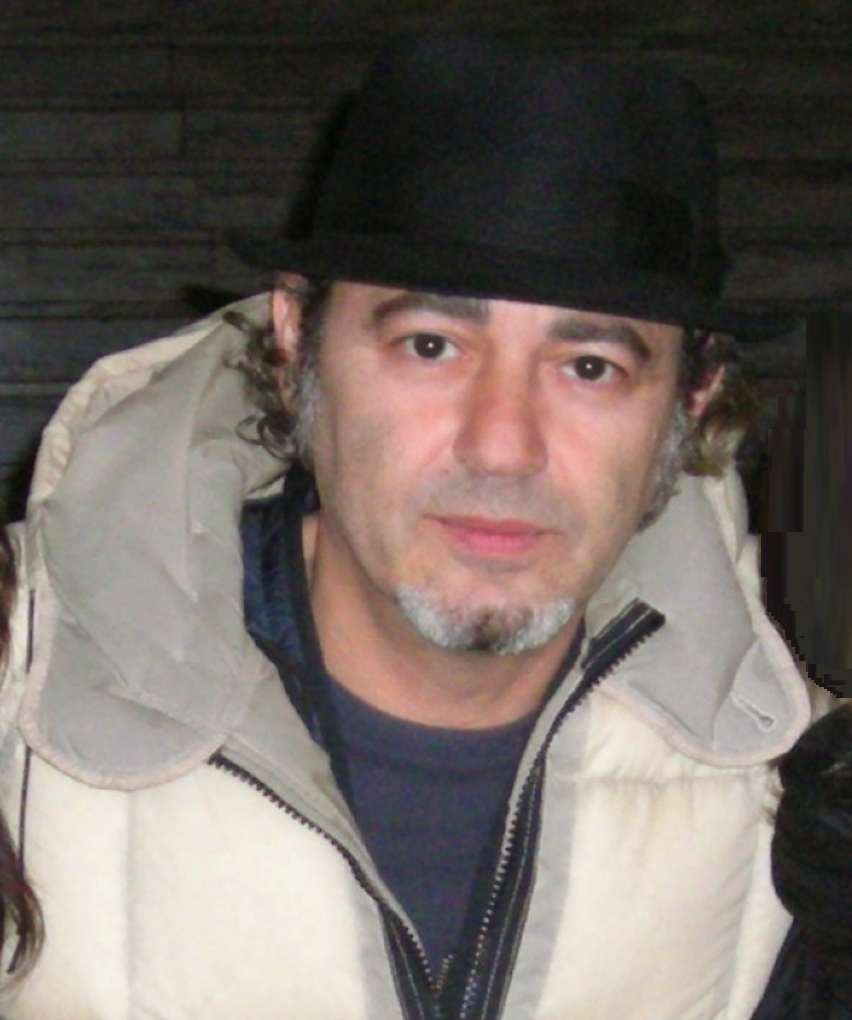
Luca Carboni, 2009

Luca Carboni (* 12. Oktober 1962 in Bologna) ist ein italienischer Cantautore. Über 40 Jahre nach der Veröffentlichung seines ersten Albums 1983 ist er immer noch aktiv und bekannt. Auffallend an seiner Musik ist der einfühlsame und nachdenkliche Stil, der die meisten Liedtexte dominiert.

## Karriere

### Die Anfänge
Luca Carboni wurde am 12. Oktober 1962 in Bologna geboren. Schon früh begann er, sich für Musik zu interessieren. Ab seinem sechsten Lebensjahr erlernte er das Klavierspiel und hörte gerne Musik italienischer Musiker wie Lucio Battisti oder Francesco De Gregori.
Im Jahre 1976, mit 14 Jahren, gründete er mit Freunden die Band Teobaldi Rock, in der er sich als Gitarrist und Komponist betätigte. Nach etlichen Konzerten zwischen 1976 und 1980 veröffentlichten sie 1981 ihre erste Single, doch direkt anschließend trennten sich die Bandmitglieder. 
Carboni gab seine Leidenschaft für die Musik nicht auf und suchte nach neuen Wegen. Als die Band Stadio zufällig einen seiner Liedtexte, den er in der Osteria da Vito, die in jener Zeit Treffpunkt vieler Liedermacher und Musiker war, liegengelassen hatte, fand, bot sich ihm eine gute Gelegenheit: Stadio baten Luca Carboni, ein Stück für ihr erstes Album zu schreiben. So komponierte er das Stück Navigando Controvento, das 1982 auf dem selbstbetitelten Album Stadio erschien.

### Die ersten beiden Alben
Mit der Unterstützung von Stadio-Frontman Gaetano Curreri konnte Carboni 1983 sein erstes eigenes Album, … e intanto Dustin Hoffman non sbaglia un film, aufnehmen und ein Jahr später auf dem Label RCA veröffentlichen. Das Album selbst verkaufte sich 30.000 Mal, die Singleauskopplung Ci stiamo sbagliando ging weitere 50.000 Male über den Ladentisch. Es war vor allem bei dem jüngeren Publikum, das sich in dessen Weltbild wiederfand und die eigenen Ängste und Wünsche wiedererkannte, erfolgreich.
1985 wurde Forever, das zweite Album von Luca Carboni, veröffentlicht, das mit über 70.000 verkauften Exemplaren den Erfolg des vorhergehenden Albums noch übertraf. Forever ist als Ergänzung zum ersten Carboni-Album zu sehen, da es dieselben Stilmittel wiederverwendet, jedoch kann anhand der Texte eine klare Entwicklung festgestellt werden: die Sichtweisen sind deutlich reifer, die Texte befassen sich auch mit sozialen Themen und beinhalten subtile Ironie. Auch die einzelnen Arrangements sind komplizierter ausgeführt.
Nach der nun folgenden Tournee nahm Carboni sich eine schöpferische Auszeit, um neue Anreize und Ideen zu sammeln. In dieser Zeit begann er auch, zu zeichnen und zu malen.

### Der erste Erfolg in der Öffentlichkeit
1987 wurde nach langer Produktionszeit das Album Luca Carboni veröffentlicht. Die erste Singleauskopplung, Silvia lo sai, ein Lied, das auf äußerst mitfühlende Weise ein Liebesdrama eines Jugendlichen erzählt, wurde, wie auch Farfallina, die zweite Auskopplung, ein sehr großer Erfolg. Letzteres beschreibt das verzehrende Verlangen nach Liebe. Diese beiden Singles brachten das Album auf über 700.000 verkaufte Kopien und Carboni zum ersten Mal in die italienischen Charts (direkt auf Platz eins). Auf dieser CD ist sowohl Platz für die Romantik, wie auch auf der ebenso sehr erfolgreichen Single Vieni a vivere con me, aber man findet hier auch die Ironie der Anfangszeit wieder.
Durch dieses Album, das 1988 auch mit spanischen Texten veröffentlicht wurde, und die darauf folgende, bis dato längste Tournee Carbonis erlangte er einen großen Bekanntheitsgrad in der italienischen Bevölkerung. Seine Scheu half ihm damals allerdings, die Aufmerksamkeit der Medien weitestgehend von sich abzuhalten und so Genaueres über seine Persönlichkeit vor der Öffentlichkeit verborgen zu halten. Trotz seiner Bekanntheit äußerten sich nur wenige Kritiker in positiver Weise über seine Persönlichkeit und seine Musik. Viele bemängelten an seinem Werk das Fehlen einer ideologischen oder politischen Haltung und stuften ihn zu einem reinen „Sexsymbol“ ab, das „nur für romantische Liedchen gut ist.“

### Persone silenzioseundCarboni
Das nächste Album Carbonis, Persone silenziose, das 1989 in den Handel kam, war in nachdenklicherem Stil als seine Vorgänger gehalten, wobei besonders Wert auf den Wohlklang der einzelnen Lieder gelegt wurde. Dies passte zur gleichzeitigen Abschottung von den Medien und der Öffentlichkeit. Hier wählte Carboni die „stillen Personen“, also diejenigen Menschen, die nicht im Licht der Aufmerksamkeit stehen und es auch nie werden, zum Symbol für Werte, die in bestimmten Gesellschaftsschichten unumkehrbar verloren scheinen. Passend hierzu minimierte Carboni die Promotion des Albums in den Medien, was jedoch den Verkaufserfolg von über 500.000 Kopien nicht schmälern konnte. 
Zwei weitere Jahre später veröffentlichte Carboni sein bis dahin erfolgreichstes Album: Carboni. Die Single Ci vuole un fisico bestiale wurde mit seiner ironischen Darstellung der heutigen Konsumgesellschaft zu einem großen Publikumserfolg, ebenso wie das melancholische Stück Mare mare, das zum Sommerhit des Jahres wird. Weitere sehr erfolgreiche Singles wurden La mia città sowie das Liebeslied Le storie d’amore. Außerdem ist Alzando gli occhi al cielo zu erwähnen, in dem Carboni sich fragt: „wie schaffen es die Mafiosi, nichts zu bereuen; wie schaffen es die Politiker, nicht die Seiten zu wechseln“ – und das gerade in jenem Jahr, in dem die bekannten italienischen Juristen und Mafia-Jäger Giovanni Falcone und Paolo Borsellino durch zwei Attentate getötet wurden.
Auf das Album folgte die Ci-vuole-un-fisico-bestiale-Tour, die mit insgesamt acht Konzerten zusammen mit Jovanotti endete, aus denen die CD Diario Carboni mit Live- und Studioaufnahmen hervorging. Es folgten 1993 eine erste Europa- und eine weitere Italientournee; 1994, nach Erscheinen von Diario Carboni in zehn europäischen Ländern, brach er zu einer weiteren Tour in die Nachbarländer auf.

### Neue Erfahrungen
Anstatt zu versuchen, den Erfolg des vorangegangenen Albums zu wiederholen, widmete Carboni sich anschließend stärker minimalistischerer Musik und brachte im Jahre 1995 das Album MONDO world welt monde heraus. Die neue CD wurde mit einer Band quasi im Schnelldurchgang aufgenommen, was sich sofort in einigen Liedern wie zum Beispiel der späteren Single Inno nazionale, die sich gegen sämtliche Formen des Egoismus und Rassismus wendet, bemerkbar macht, die sehr grob klingen, fast ohne Nachproduktion, und nahezu nur aus harten, tiefen Gitarrentönen mit Schlagzeug zusammengesetzt sind. Andere Stücke wie Non è, das die heutige, auf das äußere Erscheinungsbild sich konzentrierende Gesellschaft verhöhnt, klingen klarer und haben eine bessere Aufnahmequalität. Diese offensichtliche Inhomogenität wird zwar von einigen Musikkritikern bemängelt, doch scheint es eher, als sei dies ein vom Künstler beabsichtigtes Stilmittel.
1996 folgte erneut eine Tour in Italien, außerdem wurde die spanische Version Mundo des Albums in Zusammenarbeit mit Miguel Bosé veröffentlicht.
Den Höhepunkt erreichte Carbonis Minimalismus mit dem Album Carovana (1998), das vom Künstler selbst am Computer zu Hause auf der Suche nach leichteren, atmosphärischen Klängen produziert wurde. Die lebhafte Single Le ragazze war die einzige Ausnahme unter den sonst durchgängig wie eine langsame, geflüsterte Erzählung wirkenden Liedern. Auf dieses sehr experimentelle Album folgte eine ebenso experimentelle Tournee, während der Carboni eine Reihe von Konzerten zusammen mit dem OFI-Kammerorchester gab.
Ein Jahr später begab er sich wieder auf eine Tour durch die italienischen Stadien. Die Kompilation Il tempo dell’amore erschien mit zwei zuvor unveröffentlichten Liedern, La mia ragazza und Il tempo dell’amore. 2000 folgte eine weitere Europatour.

### Von 2001 bis heute
Im Jahr 2001 erschien das Album LU*CA, auf dem erneut die Schwermut im Vordergrund stand. Alle Lieder sind Carbonis Sohn Samuele gewidmet, ausgenommen Voglia di piangere, das sich auf den Tod seiner Mutter bezieht, und Stellina (dei cantautori), das sich mit dem Verschwinden des Produzenten Renzo Cremonini beschäftigt. Die erste Singleauskopplung ist Mi ami davvero, eine Liebeserklärung, die zugleich die heutige Gesellschaft kritisieren soll. Dieses Lied bringt das Album schnell an die Spitze der Charts. 2002 folgen weitere Auskopplungen, zunächst La nostra storia, eine Ballade, dann le parole sowie Stellina (dei cantautori).
Ende des Jahres 2002 wurde eine DVD veröffentlicht, auf der zehn ausgewählte Videos aller Veröffentlichungen Carbonis zu sehen sind. 2003 erschien Live, die zweite Live-CD mit 29 Aufnahmen aus den Jahren 1992 bis 2002 sowie dem zuvor unveröffentlichten Lied Settembre. 2004 begann Carboni eine neue Italientour.
Am 29. September 2006 erschien … le band si sciolgono, auf dem Carboni unter anderem zusammen mit Pino Daniele, Tiziano Ferro und Gaetano Curreri, dem Sänger von Stadio, zu hören war. 2007 folgte die Kompilation … una rosa per te!, mit 36 Liebesliedern des Musikers, darunter das zuvor unveröffentlichte C’è. Mit dem Cover Ho visto anche degli zingari felici (das Original stammt von Claudio Lolli), in Zusammenarbeit mit Riccardo Sinigallia, kündigte er 2008 das neue Album Musiche ribelli an, das Anfang 2009 erschien. Es enthielt lauter Coverversionen bekannter italienischer Lieder der 70er-Jahre.
Am 13. September 2011 erschien das nächste Studioalbum Senza titolo, dem die Single Fare le valigie vorausging. 2013 veröffentlichte Carboni die Kompilation Fisico & politico, auf dem er einige seiner Lieder als Duette neu aufgenommen hatte (darunter Persone silenziose zusammen mit Tiziano Ferro); der Titelsong entstand in Zusammenarbeit mit dem Rapper Fabri Fibra. 2015 kündigte die erfolgreiche Single Luca lo stesso das neue, von Michele Canova Iorfida produzierte Album Pop-up an. Zweite Single war Bologna è una regola, ein Lied über seine Heimatstadt.

## Diskografie

### Studioalben
- 1984: … intanto Dustin Hoffman non sbaglia un film (RCA)
- 1085: Forever (RCA; IT: Gold)[1]

| Jahr | Titel Musiklabel            | Höchstplatzierung, Gesamtwochen, AuszeichnungChartplatzierungen (Jahr, Titel, Musiklabel, Platzierungen, Wochen, Auszeichnungen, Anmerkungen) | Höchstplatzierung, Gesamtwochen, AuszeichnungChartplatzierungen (Jahr, Titel, Musiklabel, Platzierungen, Wochen, Auszeichnungen, Anmerkungen) | Anmerkungen                                              |
| Jahr | Titel Musiklabel            | IT | CH | Anmerkungen                                              |
| ---- | --------------------------- | --- | --- | -------------------------------------------------------- |
| 1987 | Luca Carboni RCA            | IT1 Gold · (37 Wo.)IT | — |                                                          |
| 1989 | Persone silenziose RCA      | IT3 (21 Wo.)IT | — |                                                          |
| 1992 | Carboni RCA                 | IT1 (39 Wo.)IT | CH31 (3 Wo.)CH |                                                          |
| 1995 | MONDO world welt monde RCA  | IT1 (21 Wo.)IT | CH27 (2 Wo.)CH | Erstveröffentlichung: 16. Juni 1995                      |
| 1998 | Carovana RCA                | IT3 (25 Wo.)IT | CH34 (2 Wo.)CH | Erstveröffentlichung: 28. April 1998                     |
| 2001 | LU*CA RCA                   | IT1 (27 Wo.)IT | CH52 (5 Wo.)CH | Erstveröffentlichung: 19. Oktober 2001                   |
| 2006 | … le band si sciolgono Sony | IT3 (21 Wo.)IT | — | Erstveröffentlichung: 22. September 2006                 |
| 2009 | Musiche ribelli Sony        | IT4 (15 Wo.)IT | CH92 (1 Wo.)CH | Erstveröffentlichung: 15. Januar 2009                    |
| 2011 | Senza titolo Sony           | IT6 (9 Wo.)IT | — | Erstveröffentlichung: 13. September 2011                 |
| 2015 | Pop-up Sony                 | IT4 Gold · (33 Wo.)IT | — | Erstveröffentlichung: 2. Oktober 2015 Verkäufe: + 25.000 |
| 2018 | Sputnik Sony                | IT3 (9 Wo.)IT | CH32 (1 Wo.)CH | Erstveröffentlichung: 8. Juni 2018                       |

### Livealben
| Jahr | Titel Musiklabel      | Höchstplatzierung, Gesamtwochen, AuszeichnungChartplatzierungen (Jahr, Titel, Musiklabel, Platzierungen, Wochen, Auszeichnungen, Anmerkungen) | Höchstplatzierung, Gesamtwochen, AuszeichnungChartplatzierungen (Jahr, Titel, Musiklabel, Platzierungen, Wochen, Auszeichnungen, Anmerkungen) | Anmerkungen                            |
| Jahr | Titel Musiklabel      | IT | CH | Anmerkungen                            |
| ---- | --------------------- | --- | --- | -------------------------------------- |
| 1993 | Diario Carboni RCA    | IT1 (19 Wo.)IT | CH28 (3 Wo.)CH | Erstveröffentlichung: 25. Oktober 1993 |
| 2003 | Luca Carboni Live RCA | IT9 (14 Wo.)IT | CH94 (1 Wo.)CH | Erstveröffentlichung: 28. Oktober 2003 |

### Kompilationen
| Jahr | Titel Musiklabel        | Höchstplatzierung, Gesamtwochen, AuszeichnungChartplatzierungen (Jahr, Titel, Musiklabel, Platzierungen, Wochen, Auszeichnungen, Anmerkungen) | Höchstplatzierung, Gesamtwochen, AuszeichnungChartplatzierungen (Jahr, Titel, Musiklabel, Platzierungen, Wochen, Auszeichnungen, Anmerkungen) | Anmerkungen                                              |
| Jahr | Titel Musiklabel        | IT | CH | Anmerkungen                                              |
| ---- | ----------------------- | --- | --- | -------------------------------------------------------- |
| 1999 | Il tempo dell’amore RCA | IT4 (23 Wo.)IT | CH89 (3 Wo.)CH | Erstveröffentlichung: 22. Oktober 1999                   |
| 2007 | … una rosa per te! RCA  | IT31 (12 Wo.)IT | — | Erstveröffentlichung: 9. November 2007                   |
| 2013 | Fisico & politico Sony  | IT2 Gold · (29 Wo.)IT | — | Erstveröffentlichung: 1. Oktober 2013 Verkäufe: + 25.000 |

### Singles
| Jahr | Titel Album                                         | Höchstplatzierung, Gesamtwochen, AuszeichnungChartsChartplatzierungen (Jahr, Titel, Album, Platzierungen, Wochen, Auszeichnungen, Anmerkungen) | Anmerkungen                                              |
| Jahr | Titel Album                                         | IT | Anmerkungen                                              |
| --- | --------------------------------------------------- | --- | -------------------------------------------------------- |
| 1992 | Ci vuole un fisico bestiale Carboni                 | IT6 Gold (2023) · (8 Wo.)IT | Verkäufe: + 50.000                                       |
| 1992 | Mare mare Carboni                                   | IT2 Gold (2019) · (19 Wo.)IT | Verkäufe: + 25.000                                       |
| 1998 | Le ragazze Carovana                                 | IT4 (6 Wo.)IT |                                                          |
| 2006 | Malinconia … le band si sciolgono                   | — | Platz 8 (8 Wochen) der Downloadcharts                    |
| 2008 | Ho visto anche degli zingari felici Musiche ribelli | IT47 (1 Wo.)IT | mit Riccardo Sinigallia                                  |
| 2011 | Fare le valigie Senza titolo                        | IT72 (9 Wo.)IT |                                                          |
| 2013 | Fisico & politico                                   | IT14 Gold · (17 Wo.)IT | mit Fabri Fibra Verkäufe: + 15.000                       |
| 2013 | Persone silenziose Fisico & politico                | IT62 (10 Wo.)IT | mit Tiziano Ferro                                        |
| 2014 | Ci vuole un fisico bestiale Fisico & politico       | IT57 (4 Wo.)IT | mit Jovanotti                                            |
| 2015 | Luca lo stesso Pop-up                               | IT15 Platin · (25 Wo.)IT | Erstveröffentlichung: 21. August 2015 Verkäufe: + 50.000 |
| 2016 | Bologna è una regola Pop-up                         | IT90 Gold · (6 Wo.)IT | Verkäufe: + 25.000                                       |
| 2018 | Una grande festa Sputnik                            | IT67 Gold · (1 Wo.)IT | Erstveröffentlichung: 27. April 2018 Verkäufe: + 25.000  |
| Folgende Lieder erschienen nicht als Single, wurden aber durch das Album zum Download und Streaming bereitgestellt und konnten somit eine Platzierung erlangen: |                                                     | |                                                          |
| |                                                     | |                                                          |
| 2024 | San Luca Alaska Baby                                | IT28 (12 Wo.)IT | Cesare Cremonini feat. Luca Carboni                      |

Weitere Singles
- 1984: Ci stiamo sbagliando
- 1984: Fragole buone buone
- 1985: Sarà un uomo
- 1987: Silvia lo sai
- 1987: Farfallina
- 1987: Vieni a vivere con me
- 1988: Lungomare
- 1990: Te che non so chi sei
- 1990: Primavera
- 1992: Le storie d’amore
- 1992: La mia città
- 1993: Faccio i conti con te
- 1993: Il mio cuore fa ciok
- 1995: Inno nazionale
- 1995: Non è
- 1995: Pregare per il mondo
- 1996: Virtuale
- 1998: Colori
- 1999: La mia ragazza
- 2001: Mi ami davvero
- 2002: La nostra storia
- 2003: Settembre
- 2006: Lampo di vita
- 2007: Le band
- 2007: La mia isola
- 2007: C’è
- 2008: Segni del tempo
- 2009: Raggio di sole
- 2009: Eppure soffia
- 2009: Venderò
- 2011: Cazzo che bello l’amore
- 2011: Riccione-Alexander Platz
- 2012: Per tutto il tempo
- 2014: C’è sempre una canzone
- 2016: Happy
- 2016: Milano

## Bibliografie
- Luca Carboni: Autoritratto. Editore Pendragon, 2004, ISBN 88-8342-254-6.
- Luca Carboni, Massimo Cotto: Segni del tempo. Editore Aliberti, 2007, ISBN 978-88-7424-184-2.

## Belege
1. ↑  Gold für Forever in Italien
2. 1 2 3  Chartquellen (Alben):
  - M&D-Chartarchiv. Musica e dischi, archiviert vom Original (nicht mehr online verfügbar) am 24. Juli 2017; abgerufen am 17. November 2017 (italienisch, kostenpflichtiger Abonnement-Zugang).  Info: Der Archivlink wurde automatisch eingesetzt und noch nicht geprüft. Bitte prüfe Original- und Archivlink gemäß Anleitung und entferne dann diesen Hinweis.
  - Guido Racca & Chartitalia: Top 100 FIMI Album. Lulu, 2013, S. 85 (IT 1995–2012).
  - Alben von Luca Carboni. In: Italiancharts.com. Hung Medien, abgerufen am 17. November 2017 (IT seit 2013).
  - Alben von Luca Carboni. In: Hitparade.ch. Hung Medien, abgerufen am 17. November 2017 (CH).
3. ↑  Verkaufszahlen für Luca Carboni in Italien (PDF-Datei, S. 44)
4. 1 2 3 4 5 6 7 8  Certificazioni, Luca Carboni. FIMI, abgerufen am 12. Dezember 2023 (italienisch).
5. ↑  Chartquellen (Singles):
  - M&D-Chartarchiv. Musica e dischi, archiviert vom Original (nicht mehr online verfügbar) am 24. Juli 2017; abgerufen am 17. November 2017 (italienisch, kostenpflichtiger Abonnement-Zugang).  Info: Der Archivlink wurde automatisch eingesetzt und noch nicht geprüft. Bitte prüfe Original- und Archivlink gemäß Anleitung und entferne dann diesen Hinweis.
  - Guido Racca & Chartitalia: Top 100 FIMI Singoli. Lulu, 2013, S. 76 (IT 1997–2012).
  - Archivio classifiche Top Singoli. FIMI, abgerufen am 12. Dezember 2023 (italienisch, IT ab 2013).
6. ↑  Guido Racca & Chartitalia: Top 100 FIMI Singoli. Lulu, 2013, S. 172.

| Personendaten    | Personendaten              |
| ---------------- | -------------------------- |
| NAME             | Carboni, Luca              |
| KURZBESCHREIBUNG | italienischer Liedermacher |
| GEBURTSDATUM     | 12. Oktober 1962           |
| GEBURTSORT       | Bologna, Italien           |